# Mirte Kraaijkamp
Mirte Kraaijkamp, née le 25 avril 1984, est 
une rameuse néerlandaise.

## Palmarès

### Championnats du monde
| Discipline           | Chungju 2013 Corée du Sud | Amsterdam 2014 Pays-Bas | Aiguebelette 2015 France |
| -------------------- | ------------------------- | ----------------------- | ------------------------ |
| Quatre de couple, pl | Or                        | Or                      | Bronze                   |